# Margarita Drummond
Margarita Drummond (en inglés, Margaret Drummond, h. 1340- tras el 31 de enero de 1375), fue la segunda esposa del rey David II de Escocia y una hija de Sir Malcolm Drummond, Knt. (m. h. 1346) por su esposa Margaret, de soltera Graham. 
Margarita se casó primero con Sir John Logie, sin ningún hijo conocido. Más tarde sirvió como amante del rey David quien quedó viudo de su primera esposa Juana de la Torre el 14 de agosto de 1362.
Margarita se casó después con el rey David II en Inchmurdach en Fife el 20 de febrero de 1364. No tuvieron hijos y el rey se divorció de ella el 20 de marzo de 1369 basándose en su infertilidad. Margarita, sin embargo, viajó a Aviñón y apeló con éxito al Papa para revertir la sentencia de divorcio que había sido pronunciada contra ella en Escocia. Sobrevivió al rey y estaba viva el 31 de enero de 1375, pero parece haber muerto poco después de esa fecha.